# Sasaki Shōdō
Sasaki Shōdō (japanisch 佐々木 象堂, eigentlicher Vorname: Bunzō (文蔵); geb. 14. März 1882 in Sawata (佐和田町), heute Ortsteil von Sado auf der Insel Sado; gest. 26. Januar 1961) war ein japanischer Metallkünstler der Taishō- und Shōwa-Zeit.

## Leben und Werk
1897 schloss Sasaki seine Grundschulausbildung in Sawata ab. Ab etwa 1901 erhielt er eine Unterweisung von Tomita Randō I. (初代 宮田 藍堂; 1856–1919) in der Technik des Wachsausschmelzverfahrens. 1913 reiste er nach Tōkyō und stellte seine Arbeiten aus in der ersten Ausstellung des Ministeriums für Landwirtschaft und Handel. Ab 1915/1916 begann er, den Namen Shōdō zu führen. Auf der Friedensausstellung (平和記念東京博覧会, Heiwa kinen Tōkyō hakurankai) 1922 stellte er einen gegossenen Metallvase aus, die mit Chrysanthemenblüten dekoriert war und gewann damit eine Goldmedaille. Er stellte dann weiter aus in staatlichen Ausstellungen und zeigte Werke in einem modernen dekorativen Stil.
1938 baute Sasaki sich einen Töpferofen, den er Niigata Tōen nannte, und produzierte Koshiji-Keramik damit. 1947 baute er einen Ofen für Manoyama-Keramik und zeigte, dass er auch auf diesem Gebiet mithalten konnte. Ab 1954 stellte er auf der „Ausstellung für traditionelles Kunsthandwerk“ (日本伝統工芸展, Nihon dentō kōgei-ten) aus.
Zu den bekanntesten Werken Sasakis zählen der „Glücksvogel“ (瑞鳥, Zuichō), den er auf der 6. Ausstellung zeigte und „Glückstier“ (采花, Saika) auf der folgenden Ausstellung. Beide wurden mit einer Goldmedaille ausgezeichnet und befinden sich heute im Nationalmuseum für moderne Kunst Tokio. Im April 1960 wurde er für seine Gussstücke nach Wachsausschmelzverfahren als „Lebender Nationalschatz“ ausgezeichnete.